# Хајтић
Хајтић је насељено мјесто на подручју града Глине, Банија, Република Хрватска.

## Историја
Хајтић се од распада Југославије до августа 1995. године налазио у Републици Српској Крајини.

## Култура
Православна храм преноса моштију Светог Николе изграђен је 1777. године. Запаљен је 1941. године од стране усташа. Нови храм је у изградњи.

## Становништво
На попису становништва 2011. године насеље је имало 32 становника.
| Националност       | 1991. | 1981. | 1971. | 1961. |
| Срби               | 149   | 181   | 227   | 291   |
| Југословени        | 9     | 2     |       |       |
| Хрвати             | 4     | 2     | 2     | 2     |
| Муслимани          |       |       | 2     |       |
| остали и непознато | 1     | 5     | 2     |       |
| Укупно             | 163   | 190   | 233   | 293   |

| Демографија | Демографија | Демографија |
| Година      | Становника  | Становника  |
| ----------- | ----------- | ----------- |
| 1961.       | 293         |             |
| 1971.       | 233         |             |
| 1981.       | 190         |             |
| 1991.       | 163         |             |
| 2001.       | 45          |             |
| 2011.       |             | 32          |

## Знамените личности
- Методије Муждека, епископ Српске православне цркве